# Serrania
La Serrania (castellà: la Serranía), anteriorment anomenada els Serrans (castellà: los Serranos), també coneguda com la Serrania de Xelva, és una comarca de l'interior del País Valencià, que té Xelva com a capital. Segons les darreres dades (2019), la població és de 16.159 persones. La llengua pròpia dels seus habitants és el castellà xurro igual que altres comarques, com l'Alt Palància, l'Alt Millars o el Racó d'Ademús. Pertany al grup de comarques de repoblació aragonesa. Des del 2019 pertany a la Xarxa Mundial de Reserves de la Biosfera.
Limita pel nord amb l'Aragó, a l'est amb l'Alt Palància i el Camp de Túria, al sud amb la Foia de Bunyol, al sud-oest amb la Plana d'Utiel i a l'oest amb Castella-la Manxa.

## Municipis
Segons la proposta de comarcalització de Joan Soler i Riber (1970), els «19 municipis» d'aquesta comarca amb les xifres de població del padró municipal d'habitants 2023, són:
| Municipi              | Habitants (2023) | Sup. (km²) | Dens. (2023) (hab./km²) |
| --------------------- | ---------------- | ---------- | ----------------------- |
| el Villar             | 3.700            | 40,7       | 90,9                    |
| Pedralba              | 3.048            | 58,9       | 51,7                    |
| Xelva                 | 1.645            | 190,6      | 8,6                     |
| Toixa                 | 1.201            | 121,9      | 9,9                     |
| Bugarra               | 783              | 40,3       | 19,4                    |
| Xulilla               | 687              | 61,8       | 11,1                    |
| Domenyo               | 683              | 68,8       | 9,9                     |
| Alpont                | 667              | 138,3      | 4,8                     |
| les Alcubles          | 635              | 43,5       | 14,6                    |
| Xestalgar             | 569              | 69,7       | 8,2                     |
| Figueroles de Domenyo | 522              | 18,8       | 27,8                    |
| la Llosa del Bisbe    | 520              | 12,2       | 42,6                    |
| Titaigües             | 505              | 63,2       | 8,0                     |
| Calles                | 431              | 64,5       | 6,7                     |
| Sot de Xera           | 423              | 38,8       | 10,9                    |
| Ares dels Oms         | 381              | 76,0       | 5                       |
| Andilla               | 311              | 142,8      | 2,2                     |
| la Iessa              | 235              | 84,7       | 2,8                     |
| Benaixeve             | 168              | 69,8       | 2,4                     |
| Serrania              | 17.114           | 1.405,3    | 12,2                    |

## Comarca històrica
La Serrania (o els Serrans) és una comarca històrica que ja apareixia com la Serrania de Xelva al mapa de comarques d'Emili Beüt «Comarques naturals del Regne de València», publicat l'any 1934. L'única diferència és que ençà s'hi incloïen els municipis de Xera i Sinarques, que actualment es troben a l'actual comarca de la Plana d'Utiel per relacions econòmiques modernes (encara que històricament no hi pertanyen a aquesta comarca), el de les antigues localitats de Loriguilla i Domenyo, que es troben inundades per embassaments i actualment s'ubiquen al Camp de Túria, i les colònies de Sant Isidre de Benaixeve a Montcada i Sant Antoni de Benaixeve. Per raons geogràfiques, algunes obres importants inclouen els municipis de Pedralba, Bugarra i Xestalgar a la comarca del Camp de Túria.

## Geografia
La Serrania té una extensió de 1.358 quilòmetres quadrats. Fita al nord amb Javalambre, ja a l'Aragó, i al nord-oest amb la Serra de Mira, a Castella. Al sud, la Serra del Negrete separa la Serrania de la veïna Plana d'Utiel.
A causa de la influència del Túria a la comarca, que hi passa en direcció NO-SE, així com la dels seus afluents (p. ex., el Toixa o el Reatillo), el paisatge de la Serrania està caracteritzat per congosts, pendents i valls molt pronunciats.

## Demografia
Al 2019, dels 16.159 habitants de la comarca, un 11% tenia menys de 16 anys, un 13% en tenia entre 16 i 29, un 48% en tenia entre 30 i 64 i un 28% en tenia més de 64. La densitat de població es d'11,5 habitants per quilòmetre quadrat, mentres que la mitjana del País Valencià és de 215.
La comarca és considerada segons la Llei d’ús i ensenyament del valencià com a castellanoparlant. Tanmateix, en la consulta sobre la llengua base a l'escola de 2025, un 84% de les famílies van escollir el valencià.